# 벽화초등학교
벽화초등학교는 대한민국 경상남도 의령군 의령읍 벽화로 408 (중리)에 있었던 초등학교이다.

## 연혁
- 1941년 10월 1일 의령읍내공립국민학교 상리간이학교 개교
- 1944년 4월 1일 벽화공립국민학교 승격
- 1951년 10월 6일 현 위치로 이전
- 1971년 3월 11일 봉남국민학교 분리
- 1984년 6월 25일 병설유치원 인가
- 1996년 3월 1일 벽화초등학교로 개칭
- 1997년 8월 23일 급식 시설 완공
- 1999년 2월 19일 제50회 졸업(2971명)
- 1999년 3월 1일 화정초등학교 화남분교장 통폐합
- 1999년 9월 1일 남산초등학교로 통폐합